# Mai 1986

## Événements
- 1er mai, Tokyo : l’Italie est admise dans le directoire financier du « Groupe des Cinq ».

- 2 mai - 13 octobre : expo 86 à Vancouver (Canada).

- 2 mai :
  - Norvège : démission du gouvernement de Kåre Willoch.
  - France : le pilote automobile finlandais Henri Toivonen se tue en course lors du Rallye de Corse.
- 3 mai :
  - Sri Lanka : des rebelles tamouls font exploser un avion de la compagnie nationale Air Lanka sur l’aéroport de Colombo (22 morts).
  - Belgique : Sandra Kim (14 ans) remporte le concours de l’Eurovision qui se tient Bergen (Norvège).
  - Chine : un transfuge réfugié à Taïwan depuis 1949 se pose à Canton aux commandes d’un Boeing 747[1].

- 4 mai :
  - Autriche : premier tour de l’élection présidentielle : Kurt Waldheim obtient 49,6 % des voix contre 43,7 % des voix à son adversaire socialiste Kurt Steyrer (en).
  - Afghanistan : sur l’initiative des Soviétiques, le secrétaire général du parti communiste Babrak Karmal est remplacé par Mohammed Nadjibullah, chef de la police d’État.

- 6 mai : 
  - Soudan : Sadeq al-Mahdi devient Premier ministre. Il est renversé en 1989 par le général Omar el-Béchir à la suite de son alliance avec les intégristes musulmans.
  - le diplomate français Bernard Boursicot et le chanteur-danseur de l’opéra de Pékin Shi Pei Pu sont condamnés à six mois de réclusion criminelle pour des faits d’espionnage au bénéfice de la Chine par la cour d’assises de Paris.
  - Ukraine : l'incendie du réacteur n° 4 de la centrale nucléaire de Tchernobyl est maitrisé.

- 7 mai :
  - France : l’Assemblée nationale adopte la loi sur la privatisation de 65 sociétés[1].
  - France : Robert-Paul Vigouroux succède à Gaston Defferre, décédé en cours de mandat, au poste de maire de Marseille.
  - le Steaua Bucarest est le premier club est-européen à remporter la Coupe d’Europe des clubs champions de football.
  - Liban : enlèvement de Camille Sontag, un retraité français de 84 ans, à Beyrouth-Ouest.

- 9 mai :
  - Norvège : Gro Harlem Brundtland devient chef du gouvernement.
  - France : incarcéré depuis 1985 pour trafic de drogue, François Checchi avoue être l’auteur de l’assassinat du juge Pierre Michel (juge) le 21 octobre 1981.
  - Royaume-Uni : le gouvernement britannique décide de réduire des deux tiers les effectifs militaires stationnées aux îles Malouines [1].
- 11 mai :
  - Formule 1 : Grand Prix automobile de Monaco remporté par le pilote automobile français Alain Prost.
  - tennis : le joueur de tennis français Yannick Noah remporte le tournoi de Forest Hills (New York).
- 13 mai : le coureur cycliste espagnol Álvaro Pino remporte le Tour d’Espagne.
- 14 mai :
  - URSS : discours à la nation soviétique de Mikhaïl Gorbatchev sur l'accident nucléaire de Tchernobyl[2].
  - l’explorateur français Jean-Louis Etienne est le premier homme à atteindre le pôle Nord en tirant lui-même son traineau pendant 63 jours avec des ravitaillements.
  - le ministre de la culture et de la communication français François Léotard présente un projet de loi prévoyant la privatisation de la chaîne de télévision TF1.
  - Yougoslavie : L’homme politique croate Andrija Artuković, collaborateur des Nazis, est condamné à la peine capitale lors de son procès pour crimes de guerre.

- 15 mai : le pilote automobile italien de formule 1 Elio De Angelis meurt des suites d’un accident au cours d’essais la veille sur le Circuit Paul Ricard (France).
- 16 mai, France : Action directe revendique l’attentat à la bombe contre les locaux d’Interpol à Saint-Cloud (Hauts-de-Seine).
- 20 mai : 
  - France : rétablissement du scrutin majoritaire pour les élections législatives en France.
  - France : visite officielle à Paris du vice-Premier ministre iranien, Ali Reza Moayeri[3]
  - cinéma : au 39e Festival de Cannes, la Palme d'or est attribué à Mission (The Mission) du réalisateur franco-britannique Roland Joffé.
- 23 mai :
  - France : le ministre français de la Coopération Michel Aurillac porte plainte contre X pour détournement de fonds publics. C’est le début de l’Affaire du Carrefour du développement[3].
  - Liban : un attentat à la voiture piégée fait 10 morts et 80 blessés à Beyrouth[3].
- 24 mai : 
  - hockey sur glace : les Canadiens de Montréal gagnent la coupe Stanley.

]
- - France : cinq agents de l’usine de retraitement des produits radioactifs Cogema de La Hague sont irradiés à la suite d’une fuite dans les canalisations[3].
- 24 - 25 mai : premier sommet pour la paix d’Esquipulas des dirigeants centraméricains convoqué par le président guatémaltèque Vinicio Cerezo, qui cherche à sortir son pays de l’isolement.
- rugby à XV : le Stade toulousain remporte le championnat de France de rugby à XV pour la deuxième année consécutive.
- 25 mai :
  - États-Unis : 6,5 millions d’Américains forment une chaîne humaine sur 3 500 km entre New York et Los Angeles pour sensibiliser les consciences sur le problème de la faim et des sans-abri aux États-Unis (opération Hands Across America).
  - Formule 1 : Grand Prix automobile de Belgique remporté par le pilote automobile britannique Nigel Mansell.
  - Colombie : Virgilio Barco Vargas est élu président de la République.
  - France : Le Canard enchaîné révèle qu’un accident nucléaire majeur a été évité de justesse en avril 1984 à la centrale nucléaire du Bugey [3].
  - France : Naissance d'Alexandra Laurent
- 26 mai, France : Michel Vaujour s'évade de la prison de la Santé à Paris, à bord d'un hélicoptère  piloté par son épouse.
- 27 mai
  - le président des États-Unis Ronald Reagan annonce son intention de ne plus respecter l’accord SALT II sur la limitation des armements nucléaires[3].
  - France : le président de la République François Mitterrand reçoit la dissidente soviétique Elena Bonner à l’Élysée.
- 29 mai :
  - la CEE adopte des normes de taux de radioactivité tolérable pour les denrées alimentaires commercialisées à l’intérieur du marché commun[3].
  - Astronautique : échec du 18e tir du lanceur spatial Ariane depuis Kourou (Guyane)[3].
- 30 mai, Vatican : le pape Jean-Paul II publie l’encyclique Dominum et Vivificantem[1].
- 31 mai :
  - ouverture de la 13e Coupe du monde de football au Mexique.
  - Allemagne : la centrale nucléaire de Hamm est arrêtée à la suite d’un incident survenu le 4 mai[3].
  - Pologne : le dirigeant syndicaliste, cofondateur de Solidarność, Zbigniew Bujak est arrêté à Varsovie[3].
  - France : départ de la cinquante-quatrième édition des 24 Heures du Mans.

## Naissances en mai 1986
- 1er mai : Thomas Dermine, homme politique belge.
- 6 mai : Maitre Gims, rappeur chanteur français du groupe Sexion d'assaut.
- 11 mai : Abou Diaby, footballeur français.
- 13 mai : 
  - Robert Pattinson, acteur, chanteur et mannequin anglais.
  - Alexander Rybak, chanteur norvégien.
- 16 mai : 
  - Megan Fox, actrice américaine.
  - Drew Roy, acteur américain.
- 21 mai : Sarah Gibson, compositrice américaine († 14 juillet 2024).
- 30 mai : Daouda Coulibaly, journaliste-blogueur ivoirien.

## Décès en mai 1986
- 2 mai: Henri Toivonen, pilote de rallye finlandais (° 1956).
- 4 mai : Jean Gagé, historien français.
- 7 mai : 
  - Gaston Defferre, homme politique français.
  - Herma Szabó, patineuse artistique autrichienne.
- 16 mai : Alain de Sérigny, homme politique français, vice-président de l'Assemblée algérienne (° 18 février 1912).
- 23 mai : Altiero Spinelli, homme politique italien (° 31 juillet 1907)
- 24 mai : Stephen Thorne, aspirant astronaute américain (° 11 février 1953).
- 28 mai : Othello Hunter, basketteur américano-libérien.
- 30 mai : Hank Mobley, saxophoniste de jazz américain (° 7 juillet 1930).
- 31 mai : Jane Frank, peintre américaine (° 1918).